# Martin Boquist
Sven Martin Boquist (* 2. Februar 1977 in Göteborg-Backa) ist ein ehemaliger schwedischer Handballspieler und heutiger -trainer. Als Spieler konnte er im Rückraum vielseitig eingesetzt werden; meistens spielte er aber im linken Rückraum. Derzeit ist er Co-Trainer von VästeråsIrsta HF.

## Spielerlaufbahn

### Verein

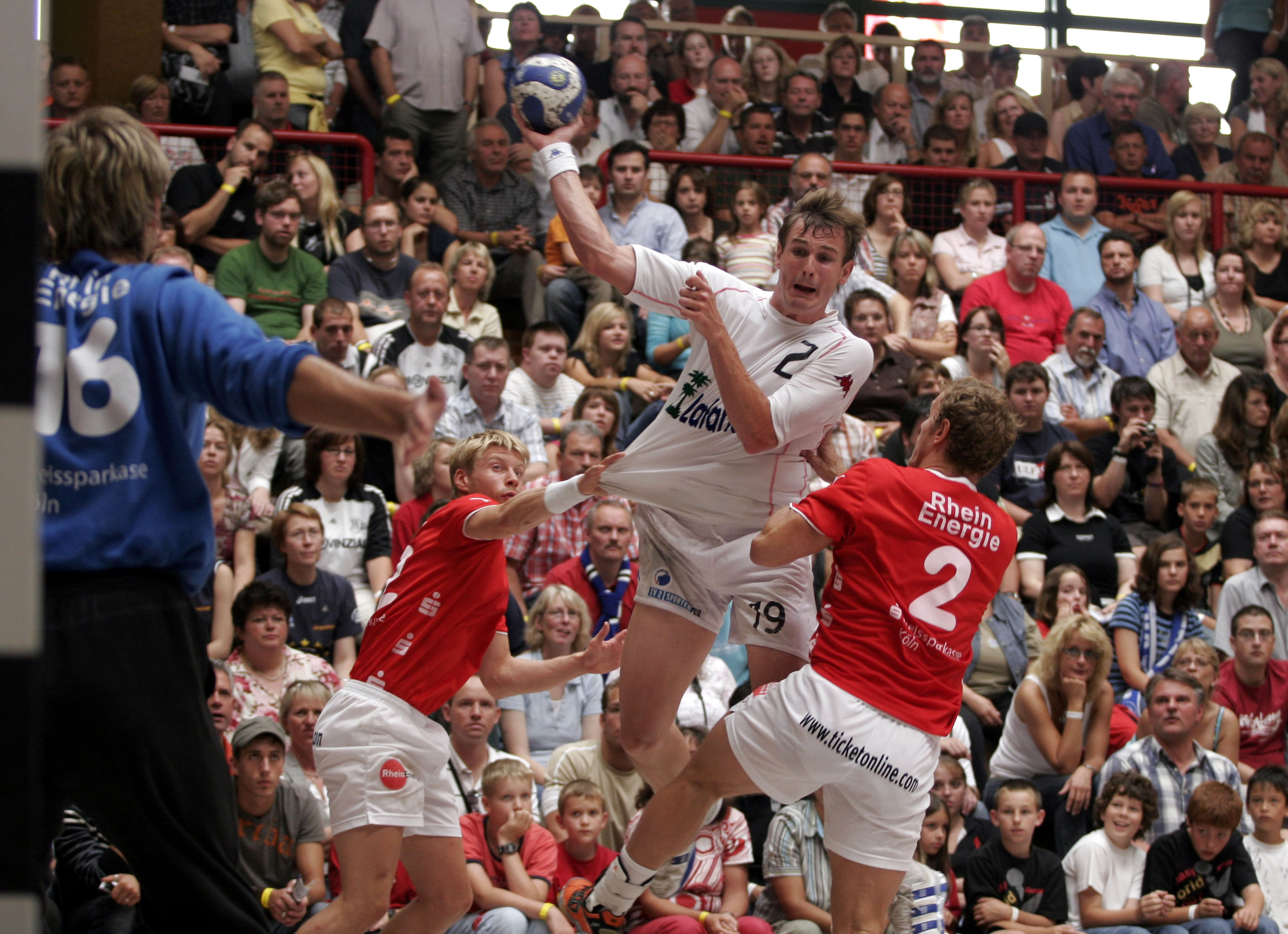
Martin Boquist beim Torwurf

Martin Boquist begann in seiner Heimatstadt bei HP Warta mit dem Handballspiel, wo er auch in der ersten schwedischen Liga debütierte. 1998 wechselte er zu Redbergslids IK. Dort gewann er 2000, 2001 und 2003 die schwedische Meisterschaft und stand 2003 im Finale des Europapokals der Pokalsieger; außerdem wurde er 2003 Torschützenkönig der schwedischen Liga sowie Spieler des Jahres. Mit diesen Empfehlungen heuerte er 2003 bei deutschen Spitzenclub THW Kiel an, wo er 2005 die deutsche Meisterschaft sowie 2004 den EHF-Pokal gewann. Aufgrund der starken Konkurrenz – auch durch die Verpflichtung von Nikola Karabatić – zog er aber 2005 weiter zum FCK Håndbold nach Kopenhagen, mit dem er 2008 die dänische Meisterschaft und 2010 den dänischen Pokal gewann. 2010 wechselte Boquist zum schwedischen Verein IVH Västerås, bei dem er zunächst die Funktion als Spielertrainer innehatte. Gleichzeitig war er dort in der Marketingabteilung tätig.

### Nationalmannschaft
Martin Boquist hat 219 Länderspiele für die schwedische Nationalmannschaft bestritten. Mit Schweden wurde er 1999 Weltmeister sowie 2001 Vizeweltmeister. 1998, 2000 und 2002 wurde er Europameister; bei den Olympischen Spielen 2000 in Sydney gewann er Silber.

## Trainerlaufbahn
Nach dem Ende seiner Spielerlaufbahn bei IVH Västerås im Jahr 2013 wurde Boquist dort Cheftrainer. Im Sommer 2015 übernahm er das Traineramt beim Stockholmer Verein Ricoh HK. Im November 2017 gab er sein Traineramt von Ricoh HK ab. Ab Oktober 2016 bis April 2022 war er als Co-Trainer der schwedischen Nationalmannschaft tätig. Seit der Saison 2019/20 ist er zusätzlich als Co-Trainer bei VästeråsIrsta HF tätig. Im Oktober 2022 übernimmt Boquist das Co-Traineramt der norwegischen Nationalmannschaft.
Mit Schweden gewann er Silber bei der Europameisterschaft 2018 und bei der Weltmeisterschaft 2021 sowie Gold bei der Europameisterschaft 2022.